# Refabrikation
Refabrikation (englisch Remanufacturing) ist eine Möglichkeit zur Aufarbeitung gebrauchter Geräte. Dabei wird ein gebrauchtes Gerät auf den Qualitätsstandard eines Neugeräts gebracht. Dazu ist eine mehr oder weniger vollständige Zerlegung des Geräts notwendig. Bauteile und Baugruppen werden geprüft. Es kann auch eine technologische Aufwertung durch Ersatz veralteter Komponenten erfolgen. Zu unterscheiden ist das Remanufacturing von Wiederverwendung, Reparatur und Refurbishing.

## Die 5 Fertigungsschritte der Refabrikation
Zunächst wird das Produkt, welches refabriziert werden soll, vollständig demontiert und alle Bauteile des Produkts werden sorgfältig gereinigt. Danach werden die gereinigten Bauteile auf Wiederverwendbarkeit geprüft und sortiert. Im nächsten Arbeitsschritt werden die verwendbaren Bauteile aufgearbeitet und eventuell durch neue Bauteile ersetzt. Nun werden die Bauteile wieder zusammengesetzt und das Produkt fertig montiert. Während des ganzen Prozesses wird immer wieder die Qualität der Bauteile überprüft. Und nach Montage des aufgearbeiteten Produktes wird die Qualität durch eine Endprüfung sichergestellt.

## Vorteile der Refabrikation
Durch die Refabrikation werden jährlich, verglichen mit der Herstellung von Neuteilen, weltweit 85 % des Rohmaterials und 55 % der Energie eingespart. Aufarbeitung hat noch weitere Vorteile: Es werden jährlich mehrere Millionen Tonnen der CO2-Emissionen reduziert. Außerdem können Hersteller ihren Kunden günstige Austauschteile anbieten, die trotzdem qualitativ genauso gut oder sogar besser sind als Neuteile.

## Geeignete Produkte für den Prozess der Refabrikation
- Klimaanlagen-Elemente
- Kompressoren
- Elektrische Motoren
- Pumpen
- Roboter
- Eisenbahnfahrzeuge
- Fahrzeugteile
- Automaten-Maschinen
- Erdaushub-Werkzeuge
- Büromöbel/-equipment

## Fachliches Vokabular zu Refabrikation
Der internationale Verband für Refabrikation/Aufarbeitung von Autoteilen, die Automotive Parts Remanufacturers Association (APRA), hat erkannt, dass Verständigungsprobleme entstehen können, wenn sich Menschen aus unterschiedlichen Ländern mit unterschiedlichen Sprachkenntnissen über Refabrikation austauschen. Einige fachliche Ausdrücke können unterschiedliche Bedeutungen haben, da die Definitionen von Land zu Land unterschiedlich sind. Im Jahre 2013 hat APRA eine Übersetzungstabelle veröffentlicht.